# Liste der Deutschen Meisterinnen im 5000-Meter-Gehen
Die Frauen mussten lange warten und hart kämpfen, damit der Gehsport für sie in Wettkampfform möglich wurde. 1980 war es dann so weit: Bei den Deutschen Meisterschaften wurde erstmals das 5-km-Gehen für Frauen ins Programm aufgenommen. In der DDR hatte es erstmals 1985 eine Meisterschaft für die Frauen im Gehsport gegeben, die Streckenlänge betrug 3000 Meter. Anschließend wurde in der DDR auf die Streckenlänge von 10 km umgestellt, bevor es bei den letzten DDR-Meisterschaften 1990 einen Wettbewerb über 5000 Meter gab. 1987 und noch einmal 1998 wurde die Streckenlänge für das Straßengehen der Frauen bei den Deutschen Meisterschaften auf 10 bzw. 20 km verändert. Die Ergebnisse der längeren Gehstrecken finden sich in den entsprechenden Auflistungen – siehe Navigationsleiste unten. Aber auch die Streckenlänge über 5000 Meter blieb weiter im Programm der Deutschen Meisterschaften. In den Jahren 1990 bis 1997 und dann durchgängig ab 2000 wurde das 5000-Meter-Bahngehen für die Frauen angeboten. Dazwischen 1998 und 1999 hatte es das Frauenbahngehen über 10.000 Meter gegeben.
Bei den Männern waren in den Jahren 1921 und 1922 Wettbewerbe im 5000-Meter-Bahngehen sowie von 1910 bis 1913 im 3000-Meter-Bahngehen bei den Deutschen Meisterschaften durchgeführt worden, die her der Vollständigkeit halber mit aufgeführt sind.
Eine zusätzliche Mannschaftswertung im 5-km-Straßengehen für Frauen stand in der Bundesrepublik Deutschland von 1982 bis 1986 auf dem Programm. Die Reihenfolge der Teams ergab sich dabei aus der Addition der Einzelzeiten der jeweils besten drei Läufer eines Vereins.

## Deutscher Meisterschaftsrekord
| 20:11,45 min | Sabine Zimmer (SC Potsdam) | Bochum-Wattenscheid | 2. Juli 2005 |

## Gesamtdeutsche Meisterinnen seit 1991 (DLV)
Das Gehen über die Streckenlänge von 5000 Metern wurde außer 1921 und 1922 nur für Frauen ausgetragen. Seit 1990 wird der Wettbewerb als Bahngehen durchgeführt.
| Jahr | Ort                                                      | Datum                                                    | Athletin                                                 | Zeit [min]                                               |
| ---- | -------------------------------------------------------- | -------------------------------------------------------- | -------------------------------------------------------- | -------------------------------------------------------- |
| 2023 | Bühlertal                                                | 24. Juni                                                 | Kylie Garreis (LG Vogtland)                              | 23:47,86                                                 |
| 2022 | Neukieritzsch                                            | 10. September                                            | Lena Sonntag (SC Potsdam)                                | 24:46,14                                                 |
| 2021 | Wettbewerb wegen der COVID-19-Pandemie nicht ausgetragen | Wettbewerb wegen der COVID-19-Pandemie nicht ausgetragen | Wettbewerb wegen der COVID-19-Pandemie nicht ausgetragen | Wettbewerb wegen der COVID-19-Pandemie nicht ausgetragen |
| 2020 | Wettbewerb wegen der COVID-19-Pandemie nicht ausgetragen | Wettbewerb wegen der COVID-19-Pandemie nicht ausgetragen | Wettbewerb wegen der COVID-19-Pandemie nicht ausgetragen | Wettbewerb wegen der COVID-19-Pandemie nicht ausgetragen |
| 2019 | Beeskow                                                  | 17. August                                               | Teresa Zurek (SC Potsdam)                                | 22:08,89                                                 |
| 2018 | Wettbewerb nicht ausgetragen                             | Wettbewerb nicht ausgetragen                             | Wettbewerb nicht ausgetragen                             | Wettbewerb nicht ausgetragen                             |
| 2017 | Diez                                                     | 16. September                                            | Teresa Zurek (SC Potsdam)                                | 23:43,16                                                 |
| 2016 | Bühlertal                                                | 11. Juni                                                 | Saskia Feige (SC Potsdam)                                | 23:15,47                                                 |
| 2015 | Düsseldorf                                               | 13. Juni                                                 | Lea Dederichs (ART Düsseldorf)                           | 23:45,38                                                 |
| 2014 | Bühlertal                                                | 21. Juni                                                 | Bianca Schenker (LG Vogtland)                            | 23:57,78                                                 |
| 2013 | Jüterbog                                                 | 22. Juni                                                 | Bianca Schenker (LG Vogtland)                            | 24:08,98                                                 |
| 2012 | Diez                                                     | 24. Juni                                                 | Sabine Krantz, geb. Zimmer (TV Wattenscheid)             | 21:01,73                                                 |
| 2011 | Kassel                                                   | 24. Juli                                                 | Sabine Zimmer (TV Wattenscheid)                          | 20:56,75                                                 |
| 2010 | Braunschweig                                             | 18. Juli                                                 | Christin Elß (SC Potsdam)                                | 23:38,25                                                 |
| 2009 | Ulm                                                      | 5. Juli                                                  | Sabine Zimmer (TV Wattenscheid)                          | 21:14,75                                                 |
| 2008 | Nürnberg                                                 | 6. Juli                                                  | Melanie Seeger (SC Potsdam)                              | 21:22,70                                                 |
| 2007 | Erfurt                                                   | 21. Juli                                                 | Ulrike Sischka (SV Halle)                                | 23:22,00                                                 |
| 2006 | Ulm                                                      | 15. Juli                                                 | Sabine Zimmer (SC Potsdam)                               | 21:05,49                                                 |
| 2005 | Bochum-Wattenscheid                                      | 2. Juli                                                  | Sabine Zimmer (SC Potsdam)                               | 20:11,45                                                 |
| 2004 | Braunschweig                                             | 10. Juli                                                 | Melanie Seeger (SC Potsdam)                              | 20:18,87 (DR)                                            |
| 2003 | Ulm                                                      | 28. Juni                                                 | Melanie Seeger (SC Potsdam)                              | 20:56,19                                                 |
| 2002 | Bochum-Wattenscheid                                      | 6. Juli                                                  | Melanie Seeger (SC Potsdam)                              | 21:28,58                                                 |
| 2001 | Stuttgart                                                | 30. Juni                                                 | Melanie Seeger (SC Potsdam)                              | 21:20,76                                                 |
| 2000 | Braunschweig                                             | 29. Juli                                                 | Beate Gummelt, geb. Anders (LAC Halensee Berlin)         | 21:15,49                                                 |
| 1999 | Wettbewerb nicht ausgetragen                             | Wettbewerb nicht ausgetragen                             | Wettbewerb nicht ausgetragen                             | Wettbewerb nicht ausgetragen                             |
| 1998 | Wettbewerb nicht ausgetragen                             | Wettbewerb nicht ausgetragen                             | Wettbewerb nicht ausgetragen                             | Wettbewerb nicht ausgetragen                             |
| 1997 | Frankfurt am Main                                        | 28. Juni                                                 | Beate Gummelt, geb. Anders (LAC Halensee Berlin)         | 21:17,55                                                 |
| 1996 | Köln                                                     | 23. Juni                                                 | Beate Gummelt, geb. Anders (LAC Halensee Berlin)         | 20:31,58 (DR)                                            |
| 1995 | Bremen                                                   | 1. Juli                                                  | Beate Gummelt, geb. Anders (LAC Halensee Berlin)         | 21:02,34                                                 |
| 1994 | Erfurt                                                   | 2. Juli                                                  | Beate Gummelt, geb. Anders (LAC Halensee Berlin)         | 21:19,0                                                  |
| 1993 | Duisburg                                                 | 10. Juli                                                 | Beate Anders (LAC Halensee Berlin)                       | 20:55,76                                                 |
| 1992 | München                                                  | 20. Juni                                                 | Beate Anders (LAC Halensee Berlin)                       | 21:25,72                                                 |
| 1991 | Hannover                                                 | 27. Juli                                                 | Beate Anders (LAC Halensee Berlin)                       | 21:03,14                                                 |

## Meisterinnen in derBundesrepublik Deutschland(DLV) von 1980 bis 1990/Meisterinnen in derDDR(DVfL) 1984 und 1990
Das Gehen über die Streckenlänge von 5000 Metern wurde außer 1921 und 1922 nur für Frauen ausgetragen.
| Jahr | Bundesrepublik Deutschland   | Bundesrepublik Deutschland   | Bundesrepublik Deutschland                        | Bundesrepublik Deutschland   | DDR                          | DDR                          | DDR                           | DDR                          |
| Jahr | Ort                          | Datum                        | Athletin                                          | Zeit [min]                   | Ort                          | Datum                        | Athletin                      | Zeit [min]                   |
| ---- | ---------------------------- | ---------------------------- | ------------------------------------------------- | ---------------------------- | ---------------------------- | ---------------------------- | ----------------------------- | ---------------------------- |
| 1990 | Düsseldorf                   | 11. August                   | Andrea Brückmann (LAZ Lahn-Aar-Diez)              | 21:55:31                     |                              |                              | Beate Anders (TSC Berlin)     |                              |
| 1989 | Wettbewerb nicht ausgetragen | Wettbewerb nicht ausgetragen | Wettbewerb nicht ausgetragen                      | Wettbewerb nicht ausgetragen | Wettbewerb nicht ausgetragen | Wettbewerb nicht ausgetragen | Wettbewerb nicht ausgetragen  | Wettbewerb nicht ausgetragen |
| 1988 | Wettbewerb nicht ausgetragen | Wettbewerb nicht ausgetragen | Wettbewerb nicht ausgetragen                      | Wettbewerb nicht ausgetragen | Wettbewerb nicht ausgetragen | Wettbewerb nicht ausgetragen | Wettbewerb nicht ausgetragen  | Wettbewerb nicht ausgetragen |
| 1987 | Wettbewerb nicht ausgetragen | Wettbewerb nicht ausgetragen | Wettbewerb nicht ausgetragen                      | Wettbewerb nicht ausgetragen | Wettbewerb nicht ausgetragen | Wettbewerb nicht ausgetragen | Wettbewerb nicht ausgetragen  | Wettbewerb nicht ausgetragen |
| 1986 | Ichenhausen                  | 20. April                    | Renate Warz (LG Mainburg-Niederaichbach)          | 24:10                        | Wettbewerb nicht ausgetragen | Wettbewerb nicht ausgetragen | Wettbewerb nicht ausgetragen  | Wettbewerb nicht ausgetragen |
| 1985 | Stuttgart                    | 4. August                    | Jutta Schwoche (Eintracht Hildesheim)             | 24:07                        | Wettbewerb nicht ausgetragen | Wettbewerb nicht ausgetragen | Wettbewerb nicht ausgetragen  | Wettbewerb nicht ausgetragen |
| 1984 | Bad Krozingen                | 15. April                    | Ingrid Adam (LAV Düsseldorf)                      | 24:12,1                      | Erfurt                       | 1. bis 3. Juni               | Doris Kampa (SC DHfK Leipzig) | 16:06,63 – 3000 m            |
| 1983 | Bad Kreuznach                | 17. April                    | Ingrid Adam (LAV Düsseldorf)                      | 25:19                        | Wettbewerb nicht ausgetragen | Wettbewerb nicht ausgetragen | Wettbewerb nicht ausgetragen  | Wettbewerb nicht ausgetragen |
| 1982 | Ahlen                        | 3. Oktober                   | Monika Wassel, geb. Glöckler (Post Jahn Freiburg) | 25:04                        | Wettbewerb nicht ausgetragen | Wettbewerb nicht ausgetragen | Wettbewerb nicht ausgetragen  | Wettbewerb nicht ausgetragen |
| 1981 | Wolfsburg                    | 25. April                    | Ingrid Adam (LAV Düsseldorf)                      | 25:57                        | Wettbewerb nicht ausgetragen | Wettbewerb nicht ausgetragen | Wettbewerb nicht ausgetragen  | Wettbewerb nicht ausgetragen |
| 1980 | Achern-Önsbach               | 21. September                | Monika Glöckler (Post Jahn Freiburg)              | 24:47,4 (BR)                 | Wettbewerb nicht ausgetragen | Wettbewerb nicht ausgetragen | Wettbewerb nicht ausgetragen  | Wettbewerb nicht ausgetragen |

## Deutsche Meister 1921 und 1922 (DLV)
Das Gehen über die Streckenlänge von 5000 Metern wurde in diesen beiden Jahren nur für Männer und als Bahngehen ausgetragen.
| Jahr | Ort      | Datum      | Athlet                                | Zeit [min] |
| ---- | -------- | ---------- | ------------------------------------- | ---------- |
| 1922 | Duisburg | 19. August | Karl Hähnel (TV Ilversgehofen Erfurt) | 22:33,7    |
| 1921 | Hamburg  | 20. August | Hermann Müller (ASC Marathon Berlin)  | 24:01,8    |

## Deutsche Meister im3000-Meter-Bahngehen1910 bis 1913 (DLV)
In diesen Jahren gab es diese Disziplin, die bei den Deutschen Meisterschaften nur für Männer ausgetragen wurde.
| Jahr | Ort               | Datum      | Athlet                          | Zeit [min] |
| ---- | ----------------- | ---------- | ------------------------------- | ---------- |
| 1913 | Breslau           | 17. August | Otto Buckow (Berliner AK)       | 13:31,0    |
| 1912 | Duisburg          | 18. August | Paul Gunia (Teutonia 99 Berlin) | 13:11,6    |
| 1911 | Dresden           | 20. August | Otto Buckow (Berliner AK)       | 13:42,3    |
| 1910 | Frankfurt am Main | 28. August | Hermann Müller (TiB Berlin)     | 13:11,0    |

## Mannschaftswertung: Meisterinnen in derBundesrepublik Deutschlandvon 1982 bis 1986
5-km-Straßengehen
| Jahr | Ort           | Datum      | Verein                                                                            | Zeit [h] |
| ---- | ------------- | ---------- | --------------------------------------------------------------------------------- | -------- |
| 1986 | Ichenhausen   | 20. April  | LAV co op Dortmund (Adelheid Zschieschang, Martina Kemper, Ingrid Steiff)         | 1:14:54  |
| 1985 | Stuttgart     | 4. August  | LG Mainburg-Niederaichbach (Renate Warz, Gabi Daffner, Gudrun Warz)               | 1:18:21  |
| 1984 | Bad Krozingen | 15. April  | LG Mainburg-Niederaichbach (Renate Warz, Gabi Daffner, Gudrun Warz)               | 1:19:56  |
| 1983 | Bad Kreuznach | 17. April  | Viermärker Waldlauf Gemeinschaft (Margot Jessat, Adelheid Zschieschang, Coesfeld) | 1:23:26  |
| 1982 | Ahlen         | 3. Oktober | Post-SV Jahn Freiburg (Monika Wassel – geb. Glöckler, Endris, Luxemburger)        | 1:23:30  |